# Лутище (Псковская область)
Лутище — деревня в Невельском районе Псковской области России. Входит в состав Плисской волости.

## География
Расположена к западу от Невельского озера, в 7 км к юго-западу от райцентра, города Невель.

## Население
| 2001 | 2002 | 2010 |
| ---- | ---- | ---- |
| 23   | ↗24  | ↘19  |

Численность населения деревни по оценке на начало 2001 года составляла 23 человека.